# Inglés beliceño
El inglés beliceño es el conjunto de variedades del idioma inglés hablado en Belice y por miembros de la diáspora beliceña.

## Historia
El desarrollo del inglés caribeño, incluido el inglés beliceño, se remonta a las hazañas antillanas de los lobos marinos isabelinos , a los que se les atribuye la introducción en Inglaterra de nombres para la flora y la fauna caribeñas y varias otras cosas a través, por ejemplo, de Hakluyt's Principall Navigations de 1589. y Discoverie of the Empyre of Guayana de Raleigh de 1596.  A medida que los asentamientos ingleses siguieron poco después, el inglés caribeño ha sido considerado 'la exportación más antigua de ese idioma desde su tierra natal británica'.

## Fonología
La pronunciación en inglés beliceño tiende hacia el inglés caribeño, excepto que el primero no es rótico.
En 2013, se observó que el inglés beliceño hablado está fuertemente influenciado por el criollo beliceño, ya que "tanto el léxico como las construcciones sintácticas a menudo siguen el criollo". simplemente un registro de criollo, relexificado y reestructurado a través del contacto con la corriente principal (no beliceña) del inglés”.afirmar que el criollo (beliceño) es un registro del inglés (beliceño).

## Léxico
Se cree que la mayor parte del léxico exclusivo del inglés beliceño nombra la flora, la fauna y la cocina locales. En particular, se cree que el idioma donante más importante de esta parte del léxico del inglés beliceño es el idioma misquito, no de los idiomas mayas. Otros idiomas influyentes incluyen los idiomas maya, los idiomas africanos (a través del inglés jamaiquino) , y español (particularmente para la cocina).

## Estudiar
Se cree que el diccionario académico más antiguo de inglés caribeño fue el Dictionary of Jamaican English de 1967 .  Durante la Semana Santa de ese mismo año, la Asociación Caribeña de Directores y Directoras resolvió –
Se resuelve que esta Asociación solicite al departamento correspondiente de la Universidad de las Indias Occidentales que recopile una lista de elementos léxicos en cada territorio y que los distribuya a las escuelas para orientación de los maestros.

—  
Dicha resolución fue enviada de inmediato a Richard Allsopp, quien a mediados de 1967 'ya tenía unas diez cajas de zapatos cada una con aproximadamente 1,000 tarjetas de 6 × 4 y muchos recortes sueltos sin archivar, notas y otro material [de Guyana, las Antillas Menores, Belice, Jamaica y Trinidad].'  En 1971, Allsopp presentó el Proyecto de lexicografía del Caribe como "un estudio del uso [del inglés] en los rangos intermedio y superior del continuo del habla antillana".  Esto sentó las bases para el seminal Dictionary of Caribbean English Usage, publicado por primera vez en 1996. 
En 2013, se señaló que es posible que el inglés beliceño no constituya un solo dialecto.  Por ejemplo, el inglés que se habla en los asentamientos de mayoría garífuna en la costa sureste de Belice 'incluye préstamos distintivos que no se encuentran en otras partes del país'.  Se señaló además que, aunque el inglés beliceño no es un idioma tonal , algunas de sus palabras 'no se pronuncian correctamente a menos que las alturas de tono relativas sean precisas'.